# أنيغريت ديتريش
أنيغريت ديتريش (بالألمانية: Anne Dietrich)‏ هي متزلجة جماعية ألمانية وسويسرية، ولدت في 14 أغسطس 1980 في تسفيكاو في ألمانيا.

## وصلات خارجية
- أنيغريت ديتريش على موقع الاتحاد الدولي لألعاب القوى (الإنجليزية)
- أنيغريت ديتريش على موقع IBSF (الإنجليزية)